# Grand Prix Turcji 2011
Grand Prix Turcji 2011 – czwarta runda Mistrzostw Świata Formuły 1 w sezonie 2011.

## Lista startowa
Na niebieskim tle kierowcy biorący udział jedynie w piątkowych treningach
| Nr | Kierowca           | Zespół                       | Samochód            | Silnik               | Opony |
| -- | ------------------ | ---------------------------- | ------------------- | -------------------- | ----- |
| 1  | Sebastian Vettel   | Red Bull Racing              | Red Bull RB7        | Renault RS27-2011    | P     |
| 2  | Mark Webber        | Red Bull Racing              | Red Bull RB7        | Renault RS27-2011    | P     |
| 3  | Lewis Hamilton     | Vodafone McLaren Mercedes    | McLaren MP4-26      | Mercedes-Benz FO108Y | P     |
| 4  | Jenson Button      | Vodafone McLaren Mercedes    | McLaren MP4-26      | Mercedes-Benz FO108Y | P     |
| 5  | Fernando Alonso    | Scuderia Marlboro Ferrari    | Ferrari 150° Italia | Ferrari 056          | P     |
| 6  | Felipe Massa       | Scuderia Marlboro Ferrari    | Ferrari 150° Italia | Ferrari 056          | P     |
| 7  | Michael Schumacher | Mercedes GP Petronas F1 Team | Mercedes MGP W02    | Mercedes-Benz FO108Y | P     |
| 8  | Nico Rosberg       | Mercedes GP Petronas F1 Team | Mercedes MGP W02    | Mercedes-Benz FO108Y | P     |
| 9  | Nick Heidfeld      | Lotus Renault GP Team        | Renault R31         | Renault RS27-2011    | P     |
| 10 | Witalij Pietrow    | Lotus Renault GP Team        | Renault R31         | Renault RS27-2011    | P     |
| 11 | Rubens Barrichello | AT&T WilliamsF1 Team         | Williams FW33       | Cosworth CA2011      | P     |
| 12 | Pastor Maldonado   | AT&T WilliamsF1 Team         | Williams FW33       | Cosworth CA2011      | P     |
| 14 | Adrian Sutil       | Force India Formula One Team | Force India VJM04   | Mercedes-Benz FO108Y | P     |
| 14 | Nico Hülkenberg    | Force India Formula One Team | Force India VJM04   | Mercedes-Benz FO108Y | P     |
| 15 | Paul di Resta      | Force India Formula One Team | Force India VJM04   | Mercedes-Benz FO108Y | P     |
| 16 | Kamui Kobayashi    | Sauber F1 Team               | Sauber C30          | Ferrari 056          | P     |
| 17 | Sergio Perez       | Sauber F1 Team               | Sauber C30          | Ferrari 056          | P     |
| 18 | Sébastien Buemi    | Scuderia Toro Rosso          | Toro Rosso STR6     | Ferrari 056          | P     |
| 19 | Daniel Ricciardo   | Scuderia Toro Rosso          | Toro Rosso STR6     | Ferrari 056          | P     |
| 19 | Jaime Alguersuari  | Scuderia Toro Rosso          | Toro Rosso STR6     | Ferrari 056          | P     |
| 20 | Heikki Kovalainen  | Team Lotus                   | Lotus T128          | Renault RS27-2011    | P     |
| 20 | Karun Chandhok     | Team Lotus                   | Lotus T128          | Renault RS27-2011    | P     |
| 21 | Jarno Trulli       | Team Lotus                   | Lotus T128          | Renault RS27-2011    | P     |
| 22 | Narain Karthikeyan | HRT F1 Team                  | Hispania F111       | Cosworth CA2011      | P     |
| 23 | Vitantonio Liuzzi  | HRT F1 Team                  | Hispania F111       | Cosworth CA2011      | P     |
| 24 | Timo Glock         | Marussia Virgin Racing       | Virgin MVR-02       | Cosworth CA2011      | P     |
| 25 | Jérôme d’Ambrosio  | Marussia Virgin Racing       | Virgin MVR-02       | Cosworth CA2011      | P     |
| Nr | Kierowca           | Zespół                       | Samochód            | Silnik               | Opony |

## Wyniki

### Sesje treningowe
| Sesja | Nr | Kierowca         | Konstruktor      | Czas     | Okr. |
| ----- | -- | ---------------- | ---------------- | -------- | ---- |
| 1     | 5  | Fernando Alonso  | Ferrari          | 1:38,670 | 13   |
| 2     | 4  | Jenson Button    | McLaren-Mercedes | 1:26,456 | 26   |
| 3     | 1  | Sebastian Vettel | Red Bull Racing  | 1:26,037 | 17   |

### Kwalifikacje
Źródło: Wyprzedź Mnie!
| Poz. | Nr | Kierowca           | Konstruktor          | Q1       | Q2       | Q3       | Poz. s. |
| --- | --- | ------------------ | -------------------- | -------- | -------- | -------- | ------- |
| 1 | 1 | Sebastian Vettel   | Red Bull-Renault     | 1:27,039 | 1:25,610 | 1:25,049 | 1       |
| 2 | 2 | Mark Webber        | Red Bull-Renault     | 1:27,090 | 1:26,075 | 1:25,454 | 2       |
| 3 | 8 | Nico Rosberg       | Mercedes             | 1:27,514 | 1:25,801 | 1:25,574 | 3       |
| 4 | 3 | Lewis Hamilton     | McLaren-Mercedes     | 1:27,091 | 1:26,066 | 1:25,595 | 4       |
| 5 | 5 | Fernando Alonso    | Ferrari              | 1:27,349 | 1:26,152 | 1:25,851 | 5       |
| 6 | 4 | Jenson Button      | McLaren-Mercedes     | 1:27,374 | 1:26,485 | 1:25,982 | 6       |
| 7 | 10 | Witalij Pietrow    | Renault              | 1:27,475 | 1:26,654 | 1:26,296 | 7       |
| 8 | 7 | Michael Schumacher | Mercedes             | 1:27,697 | 1:26,121 | 1:26,646 | 8       |
| 9 | 9 | Nick Heidfeld      | Renault              | 1:27,901 | 1:26,740 | 1:26,659 | 9       |
| 10 | 6 | Felipe Massa       | Ferrari              | 1:27,013 | 1:26,395 | –        | 10      |
| 11 | 11 | Rubens Barrichello | Williams-Cosworth    | 1:28,246 | 1:26,764 | –        | 11      |
| 12 | 14 | Adrian Sutil       | Force India-Mercedes | 1:27,392 | 1:27,027 | –        | 12      |
| 13 | 15 | Paul di Resta      | Force India-Mercedes | 1:27,625 | 1:27,145 | –        | 13      |
| 14 | 12 | Pastor Maldonado   | Williams-Cosworth    | 1:27,396 | 1:27,236 | –        | 14      |
| 15 | 17 | Sergio Pérez       | Sauber-Ferrari       | 1:27,778 | 1:27,244 | –        | 15      |
| 16 | 18 | Sébastien Buemi    | Toro Rosso-Ferrari   | 1:27,620 | 1:27,255 | –        | 16      |
| 17 | 19 | Jaime Alguersuari  | Toro Rosso-Ferrari   | 1:28,055 | 1:27,572 | –        | 17      |
| 18 | 20 | Heikki Kovalainen  | Lotus-Renault        | 1:28,780 | –        | –        | 18      |
| 19 | 21 | Jarno Trulli       | Lotus-Renault        | 1:29,673 | –        | –        | 19      |
| 20 | 25 | Jérôme d’Ambrosio  | Virgin-Cosworth      | 1:30,445 | –        | –        | 23      |
| 21 | 23 | Vitantonio Liuzzi  | HRT-Cosworth         | 1:30,692 | –        | –        | 20      |
| 22 | 24 | Timo Glock         | Virgin-Cosworth      | 1:30,813 | –        | –        | 21      |
| 23 | 22 | Narain Karthikeyan | HRT-Cosworth         | 1:31,564 | –        | –        | 22      |
| 24 | 16 | Kamui Kobayashi    | Sauber-Ferrari       | –        | –        | –        | 24      |
| Poz. | Nr | Kierowca           | Konstruktor          | Q1       | Q2       | Q3       | Poz. s. |
| \| Legenda \| Legenda \| \| ------------------------ \| ---------------------------------------------------------------------------------------------------------------------------------------------------------------------------------------------------------------------------------------------------------------- \| \| Poz. Nr Q1 Q2 Q3 Poz. s. \| Pozycja zajęta w sesji kwalifikacyjnej Numer startowy kierowcy Wynik uzyskany w pierwszej części kwalifikacji Wynik uzyskany w drugiej części kwalifikacji Wynik uzyskany w trzeciej części kwalifikacji Pozycja startowa po uwzględnięniu kar, przesunięć, itp. \| | |                    |                      |          |          |          |         |
| Legenda | |                    |                      |          |          |          |         |
| Poz. Nr Q1 Q2 Q3 Poz. s. | Pozycja zajęta w sesji kwalifikacyjnej Numer startowy kierowcy Wynik uzyskany w pierwszej części kwalifikacji Wynik uzyskany w drugiej części kwalifikacji Wynik uzyskany w trzeciej części kwalifikacji Pozycja startowa po uwzględnięniu kar, przesunięć, itp. |                    |                      |          |          |          |         |

### Wyścig
Źródło: Wyprzedź Mnie!
| P                 | + / –     | Nr | Kierowca           | Konstruktor          | Okr. | Czas / Strata    | Komentarz       |
| ----------------- | --------- | -- | ------------------ | -------------------- | ---- | ---------------- | --------------- |
| 1                 | Bez zmian | 1  | Sebastian Vettel   | Red Bull-Renault     | 58   | 1h30m17,558      |                 |
| 2                 | Bez zmian | 2  | Mark Webber        | Red Bull-Renault     | 58   | +0:08,807        |                 |
| 3                 | 2         | 5  | Fernando Alonso    | Ferrari              | 58   | +0:10,075        |                 |
| 4                 | Bez zmian | 3  | Lewis Hamilton     | McLaren-Mercedes     | 58   | +0:40,232        |                 |
| 5                 | 2         | 8  | Nico Rosberg       | Mercedes             | 58   | +0:47,539        |                 |
| 6                 | Bez zmian | 4  | Jenson Button      | McLaren-Mercedes     | 58   | +0:59,431        |                 |
| 7                 | 2         | 9  | Nick Heidfeld      | Renault              | 58   | +1:00,857        |                 |
| 8                 | 1         | 10 | Witalij Pietrow    | Renault              | 58   | +1:08,168        |                 |
| 9                 | 7         | 18 | Sébastien Buemi    | Toro Rosso-Ferrari   | 58   | +1:09,394        |                 |
| 10                | 14        | 16 | Kamui Kobayashi    | Sauber-Ferrari       | 58   | +1:18,021        |                 |
| 11                | 1         | 6  | Felipe Massa       | Ferrari              | 58   | +1:19,823        |                 |
| 12                | 4         | 7  | Michael Schumacher | Mercedes             | 58   | +1:25,444        |                 |
| 13                | 1         | 14 | Adrian Sutil       | Force India-Mercedes | 57   | +1 okr.          |                 |
| 14                | 1         | 17 | Sergio Perez       | Sauber-Ferrari       | 57   | +1 okr. (00,031) |                 |
| 15                | 4         | 11 | Rubens Barrichello | Williams-Cosworth    | 57   | +1 okr. (10,493) |                 |
| 16                | 1         | 19 | Jaime Alguersuari  | Toro Rosso-Ferrari   | 57   | +1 okr. (00,154) |                 |
| 17                | 3         | 12 | Pastor Maldonado   | Williams-Cosworth    | 57   | +1 okr. (20,545) | [ 4 ]           |
| 18                | 1         | 21 | Jarno Trulli       | Lotus-Renault        | 57   | +1 okr. (31,714) |                 |
| 19                | 1         | 20 | Heikki Kovalainen  | Lotus-Renault        | 56   | +2 okr.          |                 |
| 20                | 3         | 25 | Jérôme d’Ambrosio  | Virgin-Cosworth      | 56   | +2 okr. (46,328) |                 |
| 21                | 1         | 22 | Narain Karthikeyan | HRT-Cosworth         | 55   | +3 okr.          |                 |
| 22                | 2         | 23 | Vitantonio Liuzzi  | HRT-Cosworth         | 53   | +5 okr.          |                 |
| Niesklasyfikowani |           |    |                    |                      |      |                  |                 |
|                   |           | 15 | Paul di Resta      | Force India-Mercedes | 44   |                  | mocowanie koła  |
| Nie wystartowali  |           |    |                    |                      |      |                  |                 |
|                   |           | 24 | Timo Glock         | Virgin-Cosworth      |      |                  | skrzynia biegów |
| P                 | + / –     | Nr | Kierowca           | Konstruktor          | Okr. | Czas / Strata    | Komentarz       |

### Najszybsze okrążenie
Źródło: Wyprzedź Mnie!
| Nr | Kierowca    | Konstruktor      | Czas     | Okr. |
| -- | ----------- | ---------------- | -------- | ---- |
| 3  | Mark Webber | Red Bull-Renault | 1:29,703 | 48   |

## Prowadzenie w wyścigu
| Nr                              | Kierowca         | Okrążenia   | Suma |
| ------------------------------- | ---------------- | ----------- | ---- |
| 1                               | Sebastian Vettel | 1-11, 12-58 | 57   |
| 4                               | Jenson Button    | 11-12       | 1    |
| \| Wykres \| \| ------ \| \| \| |                  |             |      |
| Wykres                          |                  |             |      |
|                                 |                  |             |      |

## Klasyfikacja po wyścigu

### Kierowcy
| P  | +/− | Kierowca           | Starty | Punkty | P1 | P2 | P3 | PP | NO | NS |
| -- | --- | ------------------ | ------ | ------ | -- | -- | -- | -- | -- | -- |
| 1  | 0   | Sebastian Vettel   | 4      | 93     | 3  | 1  | –  | 4  | –  | –  |
| 2  | 0   | Lewis Hamilton     | 4      | 59     | 1  | 1  | –  | –  | –  | –  |
| 3  | +1  | Mark Webber        | 4      | 55     | –  | 1  | 1  | –  | 3  | –  |
| 4  | −1  | Jenson Button      | 4      | 46     | –  | 1  | –  | –  | –  | –  |
| 5  | 0   | Fernando Alonso    | 4      | 41     | –  | –  | 1  | –  | –  | –  |
| 6  | 0   | Felipe Massa       | 4      | 24     | –  | –  | –  | –  | 1  | –  |
| 7  | +1  | Nick Heidfeld      | 4      | 21     | –  | –  | 1  | –  | –  | –  |
| 8  | −1  | Witalij Pietrow    | 4      | 21     | –  | –  | 1  | –  | –  | –  |
| 9  | 0   | Nico Rosberg       | 4      | 20     | –  | –  | –  | –  | –  | 1  |
| 10 | 0   | Kamui Kobayashi    | 4      | 8      | –  | –  | –  | –  | –  | 1  |
| 11 | 0   | Michael Schumacher | 4      | 6      | –  | –  | –  | –  | –  | 1  |
| 12 | 0   | Sebastien Buemi    | 4      | 6      | –  | –  | –  | –  | –  | –  |
| 13 | 0   | Adrian Sutil       | 4      | 2      | –  | –  | –  | –  | –  | –  |
| 14 | 0   | Paul di Resta      | 4      | 2      | –  | –  | –  | –  | –  | 1  |
| 15 | 0   | Jaime Alguersuari  | 4      | 0      | –  | –  | –  | –  | –  | 1  |
| 16 | +1  | Rubens Barrichello | 4      | 0      | –  | –  | –  | –  | –  | 2  |
| 17 | −1  | Jarno Trulli       | 4      | 0      | –  | –  | –  | –  | –  | 1  |
| 18 | +3  | Sergio Perez       | 4      | 0      | –  | –  | –  | –  | –  | 2  |
| 19 | −1  | Jérôme d’Ambrosio  | 4      | 0      | –  | –  | –  | –  | –  | 1  |
| 20 | −1  | Heikki Kovalainen  | 4      | 0      | –  | –  | –  | –  | –  | 1  |
| 21 | −1  | Timo Glock         | 3      | 0      | –  | –  | –  | –  | –  | 1  |
| 22 | 0   | Pastor Maldonado   | 4      | 0      | –  | –  | –  | –  | –  | 2  |
| 23 | +1  | Narain Karthikeyan | 3      | 0      | –  | –  | –  | –  | –  | 1  |
| 24 | −1  | Vitantonio Liuzzi  | 3      | 0      | –  | –  | –  | –  | –  | 1  |
| P  | +/− | Kierowca           | Starty | Punkty | P1 | P2 | P3 | PP | NO | NS |

### Konstruktorzy
| P  | +/− | Konstruktor          | Starty | Punkty | P1 | P2 | P3 | PP | NO | NS |
| -- | --- | -------------------- | ------ | ------ | -- | -- | -- | -- | -- | -- |
| 1  | 0   | Red Bull-Renault     | 8      | 148    | 3  | 2  | 1  | 4  | 3  | –  |
| 2  | 0   | McLaren-Mercedes     | 8      | 105    | 1  | 2  | –  | –  | –  | –  |
| 3  | 0   | Ferrari              | 8      | 65     | –  | –  | 1  | –  | 1  | –  |
| 4  | 0   | Renault              | 8      | 42     | –  | –  | 2  | –  | –  | –  |
| 5  | 0   | Mercedes             | 8      | 26     | –  | –  | –  | –  | –  | 2  |
| 6  | 0   | Sauber-Ferrari       | 8      | 8      | –  | –  | –  | –  | –  | 2  |
| 7  | 0   | Toro Rosso-Ferrari   | 8      | 6      | –  | –  | –  | –  | –  | 1  |
| 8  | 0   | Force India-Mercedes | 8      | 4      | –  | –  | –  | –  | –  | 1  |
| 9  | 0   | Lotus-Renault        | 8      | 0      | –  | –  | –  | –  | –  | 2  |
| 10 | 0   | Williams-Cosworth    | 8      | 0      | –  | –  | –  | –  | –  | 4  |
| 11 | 0   | Virgin-Cosworth      | 7      | 0      | –  | –  | –  | –  | –  | 2  |
| 12 | 0   | HRT-Cosworth         | 6      | 0      | –  | –  | –  | –  | –  | 2  |
| P  | +/− | Konstruktor          | Starty | Punkty | P1 | P2 | P3 | PP | NO | NS |